# Andrena qinhaiensis
Andrena qinhaiensis är en biart som beskrevs av Xu 1994. Andrena qinhaiensis ingår i släktet sandbin, och familjen grävbin. Inga underarter finns listade i Catalogue of Life.